# سانكي بانكي (فلم)
سانكي بانكي (بالإسبانية: Sanky Panky) هو فيلم كوميدي لجمهورية الدومينيكان انتج عام 2007 من إخراج خوسيه إنريك بنتور. الفيلم من بطولة فاوستو ماتا وزدينكا كالينا وتوني باسكوال وأكويلز كوريا وماسيمو بورغيتي. صدر الفيلم في الأول من فبراير عام 2007، وتم عرضه في مهرجان شيكاغو اللاتيني السينمائي الرابع والعشرين في عام 2008. تم إنتاج الفيلم بالكامل في جمهورية الدومينيكان وسلط الضوء على قضايا حول الشتات الدومينيكي.

## ملخص القصة
يحصل «جينارو» على وظيفة في منتجع على أمل الزواج من امرأة أمريكية والانتقال إلى نيويورك بحثًا عن حياة أفضل. يلتقي جينارو سائحةً تدعى «مارثا» ويبدو أن كل شيء يسير وفقًا للخطة، حتى يظهر صديقها.

## طاقم التمثيل
| - فاوستو ماتا بدور جينارو - زدينكا كالينا بدور مارثا - توني باسكوال بدور تشيلو - أكيليس كوريا بدور كارليتوس - نورين سانلي بدور دوروثي |  |  |  | - ماسيمو بورغيتي بدور جيوسيب - ألينا فارغاس - باتريشيا بانكس بدور هيلين - أولغا بوكاريلي بدور أم جينارو - ميغيل لوبيز بدور أليكس، صديق مارثا |  |  |  | - سوجيريس بدور لا تشاتشا - إل جيفري بدور ميجيليتو - جوري كاستيلو بدور "نفسه" - هنري سانتوس بدور "نفسة" - ياجيرا كيزادا بدور صديقة تشيلو |

## روابط خارجية
- مقالات تستعمل روابط فنية بلا صلة مع ويكي بيانات